# Kobiór (przystanek kolejowy)
Kobiór – przystanek kolejowy w Kobiórze, w województwie śląskim, w Polsce. Poczekalnia czynna. Kasa nieczynna. Stacja obsługuje ruch lokalny Katowice – Bielsko-Biała.

## Ruch pasażerski
| Rok  | Wymiana pasażerska na dobę |
| ---- | -------------------------- |
| 2017 | 200-299                    |
| 2022 | 200-299                    |